# Consolida tenuissima
Consolida tenuissima är en ranunkelväxtart som först beskrevs av James Edward Smith, och fick sitt nu gällande namn av Soó. Consolida tenuissima ingår i släktet åkerriddarsporrar, och familjen ranunkelväxter. Inga underarter finns listade i Catalogue of Life.